# Urząd (film 1969)
Urząd – polski telewizyjny film fabularny z 1969 roku w reżyserii Janusza Majewskiego, zrealizowany jako adaptacja powieści Tadeusza Brezy pod tym samym tytułem.

## Fabuła
Juliusz Starzewski, młody naukowiec z gomułkowskiej Polski przybywa do Rzymu, aby dochodzić sprawiedliwości w imieniu swego ojca – adwokata kurialnego, który popadł w niełaskę swego biskupa i któremu uniemożliwia on wykonywanie zawodu. Oddany przyjaciel ojca – wpływowy mecenas Campilli,  oraz inne wskazane osoby dają początkowo nadzieję na pomyślne załatwienie tej nader delikatnej sprawy. Równocześnie Juliusz chce wykorzystać czas spędzony w Rzymie dla udowodnienia pewnej swej hipotezy naukowej z zakresu historii Kościoła, do czego niezbędny mu jest dostęp do watykańskich archiwów. W trakcie swej podwójnej misji musi jednak zmierzyć się z trudnymi, bo złożonymi i niezrozumiałymi dla siebie metodami i mechanizmami działania watykańskiej biurokracji oraz ze zwyczajami miejscowego środowiska.
Pobytu nie ułatwia mu obcość odczuwana wobec polskiego środowiska emigracyjnego, w kontaktach z którym nie potrafi odnaleźć wspólnego języka. Jedyna postać, z którą przypadkowo nawiązuje bliższy kontakt, to prowincjonalny włoski proboszcz, czasowo usunięty ze swej parafii za opublikowanie książki nie aprobowanej przez Kościół. Obydwu ich łączy wspólna zależność od watykańskiej machiny biurokratycznej, wyrażana przez niezrozumienie jej zawiłości, a skazująca na uległość i cierpliwe wyczekiwanie. Tymczasem w zasadniczej misji Starzewskiego, początkowo znajdującej się na dobrej drodze, raptem następuje niepomyślne zakłócenie wskutek zgonu w Polsce osoby najważniejszej dla sporu – kontrowersyjnego, a teraz sztucznie heroizowanego biskupa, co faktycznie oddala szanse na uzyskanie sprawiedliwości w Watykanie. Pod koniec, gdy rozczarowanego bohatera ogarnia całkowite zwątpienie, w sprawie nagle ponownie zachodzi korzystny zwrot, sfinalizowany jednak  całkiem nieoczekiwanym rozwiązaniem. Zaskakujący koniec zamyka również jego niedokończone w archiwach badania naukowe.

## Obsada

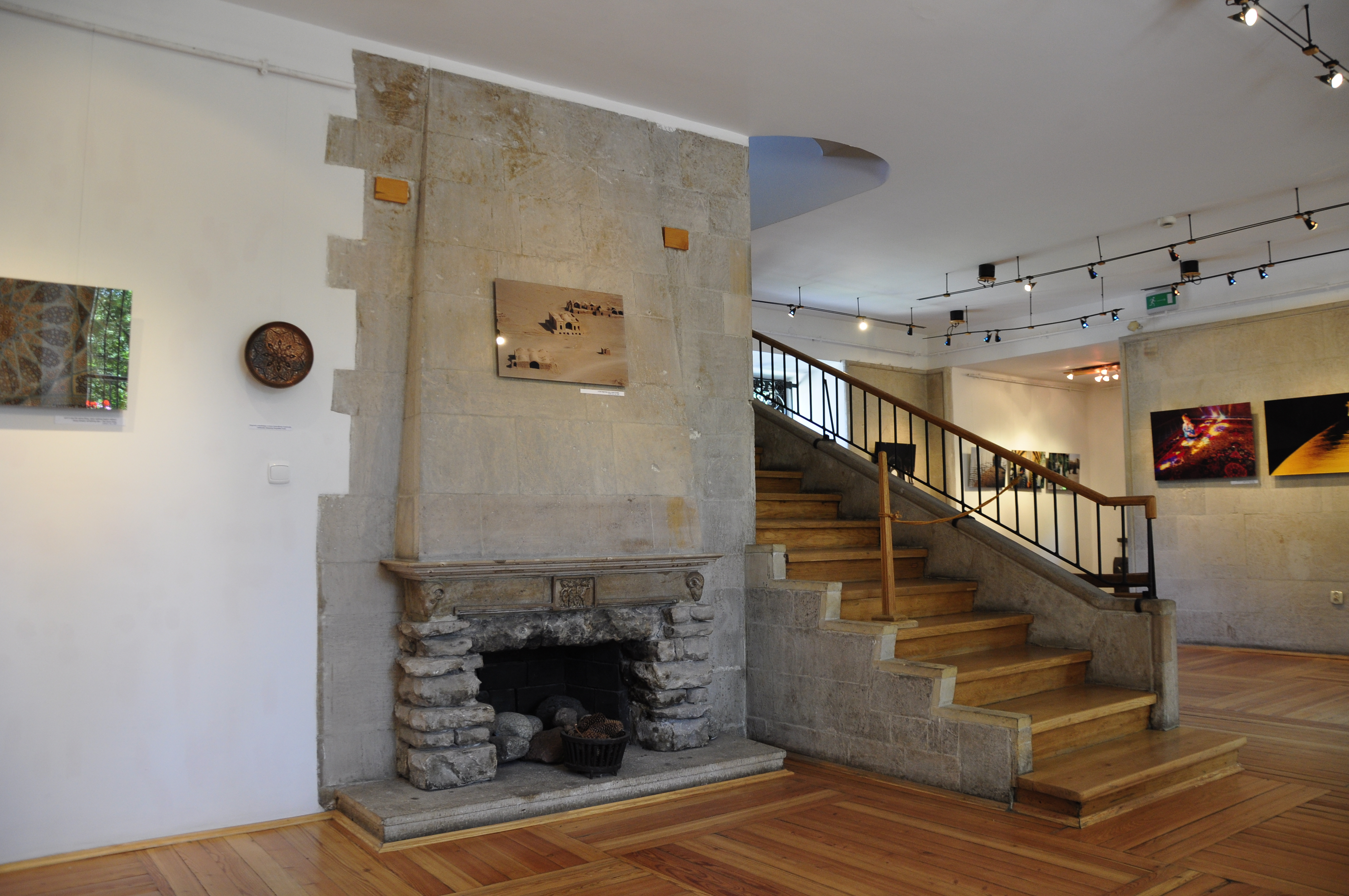
Wnętrza warszawskiej Willi Pniewskiego, gdzie nakręcono sceny w domu mec. Campilli

- Ignacy Gogolewski – Juliusz Starzewski
- Aleksander Bardini – mecenas Campilli
- Adam Pawlikowski – lokaj mecenasa
- Jan Kreczmar – ojciec de Vos
- Jerzy Przybylski – monsignore Rigaud
- Zdzisław Maklakiewicz – przewodnik Szumowski
- Franciszek Pieczka – proboszcz z San Sisto
- Gustaw Holoubek – jezuita (ksiądz Miron)
- Kazimierz Opaliński – kardynał
- Cezary Kapliński – sekretarz kardynała
- Krzysztof Kowalewski – asystent kardynała
- Paweł Unrug – asystent kardynała
- Józef Rosiński – bibliotekarz
- Andrzej Rausz – ksiądz wręczający dokument wyroku

## O filmie
Majewski wytłumił w filmie wiele akcentów z powieści, która zawierała krytyczne odniesienie do środowisk emigracyjnych i kościelnych – co najmniej niechętnych Polsce Ludowej, jak również zaznaczała zmiany na lepsze, jakie zaszły po dojściu do władzy Gomułki. Reżyser skupił się na warstwie psychologicznej utworu Brezy, usuwając mało zrozumiałe dla widza (zwłaszcza obcego) ówczesne tło polityczne, a jedynie pozostawiając w tle konflikt z biskupem Horzelińskim, jednakże i tu wytłumiając polityczny jego charakter. Pomijając polityczny aspekt powieści Brezy (np. ukazanie wewnętrznej sytuacji emigracji polskiej, która wzbrania się przed powrotem do kraju opanowanego przez komunistów), reżyser tym samym zdystansował się od jej propagandowej wymowy. Twórcę interesowała głównie psychologiczna sytuacja bohatera i zawikłane koleje pozornie prostej sprawy, z którą przybył do Rzymu. Na przykładzie Watykanu abstrakcyjnie ukazano los człowieka wplątanego w tryby pewnej instytucji, której działania nie potrafi on przeniknąć ani dostatecznie pojąć (nawiązując tu dość widocznie do wzorca kafkowskiego bohatera).
W doborze postaci zastosowano niezbędne skróty, np. powieściową postać Malińskiego włączono w rolę Szumowskiego, w jedną rolę połączono też postacie właścicielki pensjonatu Rogulskiej i jej siostrzenicy Kozickiej. Dla uwypuklenia głównych personaży zdecydowano się na anonimowość niektórych pobocznych postaci (właścicielka pensjonatu, kardynał, wiejski proboszcz).
Ograniczono do minimum plenery i zredukowano rozbudowane w powieści turystyczne wędrówki bohatera po Rzymie i okolicach, zamiast tego zamykając psychologiczną akcję w odpowiednich dobranych wnętrzach. Plenery nakręcono w Warszawie: w Pałacu Kazimierzowskim (siedziba kardynała), Willi Pniewskiego (dom mecenasa), ponadto w Krakowie i Pieskowej Skale, a także w Rzymie – na Stazione Termini (sceny przybycia).
Powstanie filmu poprzedził spektakl telewizyjny z 1963 r. w adaptacji T. Brezy i A. Szafiańskiego.  

## Nagrody
- Złoty Ekran 1970 – za kreację aktorską dla Ignacego Gogolewskiego